# DCTN3
DCTN3‏ (Dynactin subunit 3) هوَ بروتين يُشَفر بواسطة جين DCTN3 في الإنسان.